# Triaenodes albicornis
Triaenodes albicornis là một loài Trichoptera trong họ Leptoceridae. Chúng phân bố ở miền Cổ bắc.